# Sherman (constructeur)
Sherman est un constructeur américain de voitures de course, ayant participé aux 500 miles d'Indianapolis en 1951 et 1952. Les Sherman d'IndyCar étaient équipées d'un moteur Offenhauser. 